# Фестивал зимнице
Фестивал зимнице се одржава на платоу испред Дома културе у општини Коцељево, у Мачванском округу.

## О фестивалу
На овом фестивалу окупља се пар стотина произвођача воћа, поврћа, меда и сакупљача шумских плодова из различитих делова Србије. Своје производе излажу сеоска домаћинства која се баве прерадом воћа и поврћа, припремањем зимнице на традиционални начин, производњом воћних сокова, џемова, мармелада, слатког, и  других производа. 

## Циљ манифестације
Циљ  је фестивала јесте унапређење производње и прераде воћа и поврћа као и пласмана зимнице како у домаћој радиности тако и индустријски прозведене.